# Сивук, Людмила Ефимовна
Людмила Ефимовна Сивук (род. 16 октября 1968 года,) — украинская шашистка, арбитр, тренер, гроссмейстер, судья. Специализируется в игре на малой доске (шашки-64). Международный гроссмейстер (2003). Гроссмейстер Украины (1997). Национальный арбитр Украины. Двукратная Чемпионка Украины по шашкам-64 среди женщин. Директор ВУЗ КДЮСШ «Проминь». Тренер-преподаватель высшей категории. Член президиума Днепродзержинской городской федерации шашек с 2013 г.
Воспитанница Юрия Анатольевича Ермакова (первый штатный тренер Днепропетровской области по шашкам, мастер спорта СССР). Училась в 37-й школе Днепродзержинска, которую представляла на соревнованиях «Чудо-шашки». Тренировалась у Е. М. Затучного.
Проживает в Днепродзержинске. Есть дочка Сивук Валерия Ефимовна.

## Спортивные результаты
Результаты вне классической программы указаны.
1986
- Серебряный призёр Чемпионата СССР по шашкам-100 среди девушек.

1987
1994
- Бронзовый призёр Чемпионата Украины по шашкам-64 среди женщин.

1995
- Чемпионка Украины по шашкам-64 среди женщин.

1996
- Бронзовый призёр Чемпионата Украины по шашкам-100 среди женщин.

1997
- Бронзовый призёр Чемпионата Мира по шашкам-64 среди женщин.

2002
- Серебряный призёр Чемпионата Европы по шашкам-64 среди женщин.
- Серебряный призёр Чемпионата Украины по шашкам-64 среди женщин.
- Бронзовый призёр Чемпионата Украины по шашкам-64 среди женщин (молниеносная программа)

2003
- Чемпионка Украины по шашкам-64 среди женщин (молниеносная программа)

2005
- Обладатель Кубка Украины по шашкам-64 среди женщин (молниеносная программа)

## Судейство международных соревнований
2012
- 14-й молодёжный Чемпионат Европы по международным шашкам, Днепродзержинск, 1 по 7 августа [3]
- В Лас-Вегасе с 15 по 25 марта прошел открытый чемпионат США по стоклеточным шашкам. В списке участников  турнира было несколько имен наших соотечественников, среди которых директор КДЮСШ «Промінь» Людмила Сивук